# Borsa Brown
Borsa Brown, eredeti neve Szobonya Erzsébet (Vác, 1975. november 16. –) álnéven publikáló magyar író.

## Életrajz
Iskoláit Vácon végezte. Érettségi után egy multinacionális cég középvezetője lett, majd második gyermeke születése után családi vállalkozásba kezdett. Emellett online cikkei jelentek meg, elsősorban az anyaság és a nőiesség témájában.
Első könyve 2013-ban jelent meg az Álomgyár Kiadó gondozásában, melynek címe A maffia ágyában. Az első kötetet követte még kettő, 2014-ben A maffia ölelésében és A maffia szívében.
2015-ben robbant be a köztudatba Az Arab című regényével, melyet több díjra is jelöltek, és ami még abban az évben az Év Könyve kitüntetést kapta.
Az Arab című sikerregény folytatódott, a sorozatnak hét kötete és egy novellája van: Az Arab, Az Arab szeretője, Az Arab lánya 1., Az Arab lánya 2., Az Arab fia, Az Arab öröksége, Az Arab királysága, Az Arab-Gamal vágyai. 2025-ben jelent meg a sorozat nulladik kötete, Az Arab utazásai.
Rendszerint minden regénye a toplisták élére kerül, sokak szerint a magyar írók közül az ő könyvei fogynak a legnagyobb példányszámban.
Elsősorban romantikus, erotikus témában ír, de emellett fontos társadalmi problémákra is rámutat, és a pszichológia sem áll tőle távol. Különös, szókimondó, egyedi stílusa miatt vált az olvasók egyik kedvencévé.
Kutatómunkája során dolgozott együtt a Magyar Honvédséggel, a Honvédelmi Minisztériummal és a Magyar Különleges Műveleti Csoporttal, melynek eredménye az elit katonás sorozat lett (A Végzet, A Kezdet, Jesus Herrera), valamint A Frontvonal című katonai album, melynek méltatásaként átvehette Áder János Köztársasági Elnök köszönőlevelét.
A Misszió című regényének megírásához Dr. Steiner József missziológus, teológiai professzor nyújtott segítséget. A mű bevételének egy része afrikai és magyar szervezeteket segített, mellyel helyben tette lehetővé az ott élő gyermekek iskoláztatását, élelmezését, orvosi ellátását.  
Gyalázat című sorozata, mely az amishokról szól, megkívánta, hogy Amerikába utazva eltöltsön a kommuna megfigyelésével pár napot. A trilógia átfogó képet mutat egy elzárt világról és hatalmas sikert aratott.
Évekkel ezelőtt megalakította a B.B.Books Akadémiát és Könyvkiadót. Író leszek című könyve azoknak ad útmutatót, akik az írással szeretnének foglalkozni. 
Szülővárosában 2021-ben a hónap emberének választották.
Szülővárosában 2022-ben az év emberének választották. 

## Könyvei
- A maffia ágyában (2013)
- A maffia ölelésében (2014)
- A maffia szívében (2014)
- A maffia gyermekei (novella)
- Az Arab (2015)
- Az Arab szeretője (2016)
- Az Arab lánya 1 (2016)
- Az Arab lánya 2 (2017)
- Az Arab fia (2017)
- A maffia ágyában, bővített kiadás (2016)
- A maffia ölelésében, bővített kiadás (2016)
- A maffia szívében, bővített kiadás (2017)
- A férj prostija (2018)
- Gyalázat és hit (2018)
- Gyalázat és szenvedély (2019)
- Gyalázat és szerelem (2019)
- Bogi és Buksi kalandjai (2019)
- Sapho első rész (2020)
- Sapho második rész (2020)
- Szárd Szikla (2020)
- A Szikla (novella)
- A végzet (Elit sorozat 1) (2020)
- Frontvonal (2020)
- A kezdet (Elit sorozat 2) (2021)
- Jesus Hererra (Elit sorozat 3) (2021)
- A Végzet előtt (novella)
- A Végzet után (novella)
- Az Arab öröksége (2021)
- Légy(ott) Isztambulban 2021
- Sava-Borsa, szakácskönyv (2021)
- Az Arab királysága (2022)
- Párban Nápolyban (2022)
- Álszemérem (2022)
- Célzott Gondolatok (2022)
- Védelem (2023)
- Bajban Dubajban (2023)
- The Arab (2023)
- Író leszek (2024)
- A Matador 1 (Spanyol tűz sorozat 1) (2024)
- Szenvedély Sevillában (2024)
- A Matador 2 (Spanyol tűz sorozat 2) (2024)
- Az Arab utazásai (Az Arab sorozat 0,5) (2025)

### Díjak, jelölések
- Aranykönyv jelölés (2014)
- Aranykönyv jelölés (2015)
- Az Év Könyve-fődíj az olvasók szavazata alapján Az Arab című kötettel (2015)
- Aranykönyv díjazott, 2. helyezett (2016)
- A Hónap Embere (2021, Vác)
- Az Év Embere (2022, Vác)
- Áder János Köztársasági Elnök kitüntető levele (2021)
- Az Év Könyve 2022 (2022)